# Triplice Dea

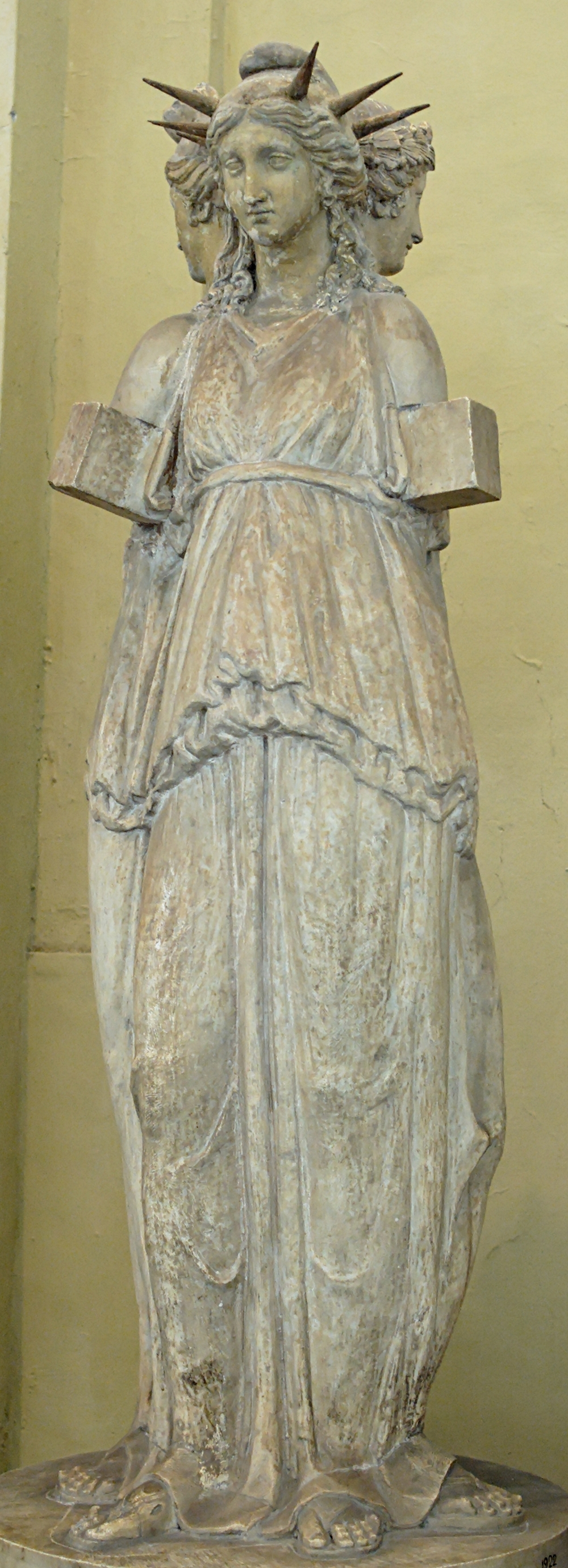
La dea greca Ecate rappresentata in forma triplice.

Una triplice dea è una divinità femminile che appare in tre forme o tre aspetti. Archetipo di molte religioni antiche, il concetto è presente anche nelle moderne religioni neopagane.
Nelle antiche mitologie indo-europee, varie dee o semidee costituivano triadi (le greche Moire, Grazie, Parche e le nordiche Norne) o erano singole divinità ma raffigurate in tre aspetti (la greca Ecate). Spesso era ambigua la distinzione tra le triadi e le entità triplici, è il caso della dea irlandese Brigid e le sue due sorelle, anch'esse chiamate Brigid.

## Origini del concetto di Dea triplice

L'emblema di Diana di Poitiers - costituito da tre mezzelune intrecciate - è un altro simbolo, meno comune, adottato dai neopagani per rappresentare la Dea triplice. È particolarmente popolare tra le aderenti alla Wicca Dianica.

Il termine "Dea triplice" fu popolarizzato da Robert Graves che constatò come l'archetipo delle triadi di dee ricorresse frequentemente nelle mitologie indo-europee. Il tema della trinità della Dea è studiato nelle opere di Jane Ellen Harrison, A.B. Cook, George Thomson, Sir James Frazer, Robert Briffault e Jack Lindsay per nominarne alcuni. La Dea triplice fu anche studiata da psicologi studiosi degli archetipi come Kerenyi e Jung. Uno degli studiosi che ha trattato il tema più di recente è l'archeologa Marija Gimbutas i cui studi sull'Europa antica hanno aperto nuove strade di ricerca.
La pubblicazione dei testi completi di antichi papiri dell'Egitto greco-romano furono esempi esaustivi del fatto che molti concetti di solito erroneamente attribuiti agli studi di Graves, non furono in realtà concepiti da lui e misero in luce come il concetto della Dea triplice fosse ampiamente diffuso nelle culture antiche.
Nei testi la Selene a tre facce è identificata con le tre Grazie, le tre Moire, e le tre Parche; spesso ci si rivolgeva ad essa con i titoli di parecchie dee:
All'interno del poema è ampiamente descritta come giovane, portatrice di luce ... figlia di Morn, come madre di tutto, prima ancora che gli dèi nascessero, e come dea del buio, portatrice di quiete. È esaltata in qualità di divinità suprema del tempo e dello spazio:
Il papiro rivela elementi dell'Egitto greco-romano non solo presi dalla tradizione classica egiziana ma anche dalle culture della Mesopotamia e del Medio Oriente in generale. La triplicità della Dea, in questi testi, è uno dei tempi più ricorrenti. 
L'immagine della Dea ha anche influenzato la poesia inglese.
Da un'opera di John Skelton:
La Dea triplice è inoltre un elemento caratterizzante dello Shaktismo, una forma di Induismo, in cui le tre entità di Sarasvati, Lakshmi e Kālī e le loro sotto-manifestazioni sono tre aspetti di MahaDevi (La Grande Dea) e in questo caso esse vengono chiamate MahaSarasvati, MahaLaksmi, e MahaKali. Nel festival annuale di Navaratri, raffigurazioni della Dea triplice vengono portate in processione nelle città indiane e nelle comunità induiste del resto del mondo.
Il tema della triade appare anche nelle tradizioni folkloristiche medievali cristiane — in particolare con il culto delle Tre Marie.
In una delle ironie della storia religiosa, Agostino, vescovo di Ippona e padre della Chiesa, rinunciò alla sua religione d'origine per convertirsi al culto di una dea che poteva essere una e tre allo stesso tempo. Questo è riportato nel suo secondo libro, La città di Dio. Con il tempo scrisse un terzo libro, Sulla trinità, e divenne un fermo sostenitore della natura triplice della divinità.
Descrizioni delle relazioni tra la religione greca e la Dea triplice possono essere trovate in molti dei miti tradotti e pubblicati da Robert Graves nei libri I miti greci, La Dea bianca e Mammon e la dea nera. In Nell'introduzione del libro che scrisse con Idries Shah, intitolato, I Sufi offre una traduzione del mistico sufista, Ibn Arabi (1165-1240) che illustra come il concetto della Dea triplice era un tema ricorrente anche tra i Sufi medievali:
In questo libro, Robert Graves e Idries Shah analizzano le influenze che il Cabalismo medievale e le credenze pre-islamiche ebbero sulle sopravvissute tradizioni pre-cristiane dell'Europa.
Nell'Arabia pre-islamica un gruppo di tre dee chiamate le tre figlie di Allah era costituito da: al-Lat (la dea), Uzza (il potere) la giovane, e Manat (il fato) la vecchia. Erano conosciute collettivamente anche come le tre gru.
Il nome al-Lat è conosciuto attraverso le opere di Erodoto in cui è presente nella versione Alilat.
Ma l'archetipo della Dea triplice non si limita alle culture indo-europee, e può essere rintracciato anche in culture africane e asiatiche.
Immagini di dee triplici possono essere trovate anche in raffigurazioni paleolitiche. Le stanze del santuario di Çatalhöyük datate 7500 anni avanti Cristo contengono bassorilievi di una dea in tre forme.

## I tre aspetti della Dea

La triplice spirale druidista, altro simbolo per rappresentare i tre aspetti.

I fedeli alla religione Wiccan e altre correnti neopagane credono che tempo prima della diffusione dei culti monoteistici, la Dea triplice impersonasse i tre aspetti della Dea Madre (o Madre Natura, o Grande Dea), anticamente distinta da Gaia, la Madre Terra (la Magna Mater romana), a cui però venne in seguito assimilata.
I tre aspetti della Dea sono la Giovane, pura e rappresentazione del nuovo inizio; la Madre, generatrice della vita, disponibile e compassionevole; e la Vecchia Saggia, rappresentante il culmine della vita nella totale conoscenza ed esperienza. Questi aspetti rappresenterebbero il ciclo della vita: nascita, vita e morte, che si riproducono all'infinito in un cerchio continuo.
In alcune religioni neopagane che hanno inglobato il concetto della Dea triplice spesso i tre ruoli vengono assegnati a varie dee.

### La Giovane
La giovane rappresenta la nascita, lo sviluppo futuro, l'incanto, il principio femminile. Dee identificate in questo aspetto possono essere: Brigid, Nimue, Durgā, Verdandi, Atena, Artemide e altre.

### La Madre
Rappresentante la fertilità, l'equilibrio, il potere, la misericordia. Può essere identificata con: Aa, Ambika, Cerere, Astarte, Selene, Lakshmi, Urd, e altre.

### La Vecchia
Rappresentante la saggezza, il riposo e la compassione può essere identificata con: Hel, Maman Brigitte, Oya Yansa, Skuld, Sedna, Kālī, Ecate e altre.

### Iconografia lunare
In La dea bianca, Graves scrive:

Il simbolo della dea triplice utilizzato nella Wicca, rappresentante le fasi lunari.

Graves identifica il triplice aspetto della Dea con le tre fasi della Luna.
Anticamente infatti si contavano tre fasi principali della Luna, anziché quattro: crescente, novilunio, e luna calante. Il termine Luna nuova, con cui oggi ci si riferisce alla fase in cui essa è totalmente oscurata, di fatto concludeva il periodo della luna morente, ma preludeva anche alla rinascita di quella crescente.
Il disegno della triplice dea è anche usato come tatuaggio dalla Veggente quando intende rivelarsi. Questa figura, assimilabile per importanza al Papa cattolico, si tatua il simbolo sulla fronte quando ritiene che sia il momento di far sapere al mondo che è in carica.

## Dee del destino
Un altro archetipo inter-culturale è quello delle tre dee del fato. Nella mitologia greca erano le Moire in quella nordica le Norne. La manifestazione della dea del fato in forme multiple è anche attestata in un papiro dell'antico Egitto, in cui si descrive la nascita di un figlio come una grazia della Sette Hathor.
Nel folklore greco, è ancora diffusa la pratica di preparare, la sesta notte dopo la nascita, un tavolo basso con cibo e bevande per invitare il destino ad entrare nella casa per benedire il neonato. Una cerimonia simile è praticata in India, dove la dea che visita la casa è Sashthi (la sesta). Persino nei racconti scandinavi ricorre la visita delle Norne in caso di nascite. Le raffigurazioni delle dee del fato sono spesso donne in vesti di sacerdotesse.
La concezione di una figura come quella dea triplice era molto diffusa in tutta Europa (vedi anche Dea Matrona), inoltre dopo l'eradicazione del paganesimo, rimase ben presente e radicata nel folklore europeo (basti ricordare la presenza di triplici Fate in numerose favole della tradizione, soprattutto in occasione della nascita di uno dei protagonisti) e trovò un suo corrispettivo persino nella tradizione cristiana, con le fantomatiche Tre Marie, presenti al momento della nascita, morte e resurrezione di Cristo.

## L'enneade
Un'espansione del concetto di triade è l'enneade, ovvero un gruppo di nove aspetti o nove dee, come ad esempio le nove Muse. Un'enneade può essere anche costituita dall'unione di tre triadi, come le Moire, le Grazie e le Parche.